# 不鲁罕
不魯罕（Buluγan Qalǰa、Bālūqān Qālja、بالوقان قالج），又作不魯罕罕札，13世紀初蒙古帝国将领，巴鲁剌思氏出身的千户長。
《集史》记载不魯罕是成吉思汗曾祖父合不勒的哥哥合出里（Sem Qačula）的曾孫，是成吉思汗同代的巴鲁剌思部族長。不魯罕率领属下巴鲁剌思兵跟随成吉思汗統一蒙古高原有功。和泰赤烏部作战时重傷落馬，成吉思汗亲自率兵前去救援。1206年蒙古帝国建立时，被封为千户长，名列功臣第28位。《元史》记载他以功升为万户、賜黃金五十兩、白金五百兩，充任宿衛。其子许儿台，《五族譜》记载蒙哥的属臣中有不魯罕之子Ark那颜，与许儿台关系不明。